# Fernet Branca
Fernet Branca er en aromatisk bitter med en alkoholprocent på 39% eller 40%, produceret af 27 urter og krydderier, heriblandt myrra, rabarber, aloe og safran på basis af vindruer.
Selve opskriften er en hemmelighed og blev skabt i 1845 af Bernandino Branca.
Fernet Branca produceres i Milano af firmaet Fratelli Branca, og produktionen styres  af familien Branca.
Fernet Branca findes også i en udgave med pebermynte-smag: Branca Menta, der har en turkisfarvet etiket.

## Udbredelse
I Danmark drikkes Fernet Branca primært af ældre, omend unge i stigende grad drikker Fernet Branca som alternativ til snaps. I Argentina er drikken så udbredt, at den kan klassificeres som nationaldrik. I nyere tid er drikken blevet enormt populær i San Francisco, hvor der drikkes mere Fernet Branca pr. indbygger end i nogen anden by.

## Servering
Serveres alene – eller til unge amerikanere med isterninger, cola, til kaffe eller i cocktails. Serveringstemperaturen kan variere fra meget kold til stuetemperatur og opvarmet som en gløgg.

## Fernet Branca i medierne
| Citat                          | Man kan spilleme ikke fiske ål uden Fernet Branca | Citat |
| Onkel Stewart i Terkel i knibe |                                                   |       |